# William Hale (director)
William "Billy" Hale (Lazio, Roma, Italia o Rome, Georgia, Estados Unidos, 11 de julio de 1934 - 10 de junio de 2020) fue un director estadounidense de cine y televisión. Es conocido por haber hecho películas y series como El Virginiano, Viaje a Shiloh, FBI, SOS Titánic, El asesinato de Mary Phagan y Las Calles de San Francisco.

## Filmografía seleccionada
- Las Torres (1957)
- Mercado Central magnífico (1963)
- Gunfight En Abilene (1967)
- Viaje a Shiloh (1968)
- Alerta roja (1977)
- S.O.S. Titánic (1979)
- Asesinato en Texas (1981)
- El asesinato de Mary Phagan (1988)